# Park Hotel Shanghai
Park Hotel Shanghai (chiń. upr. 国际饭店; pinyin Guójì Fàndìan, także: Joint Savings Society Building) – hotel zlokalizowany w centrum Szanghaju (Chiny). W chwili ukończenia budowy był to najwyższy budynek w Azji i najwyższy w Chinach (pozostawał nim w Chinach do 1966, a w Szanghaju do 1983; obecnie w mieście istnieje około 4000 wyższych budynków). 

## Historia
Budynek w stylu art deco został wzniesiony w 1934, w jednej z najbardziej prestiżowych lokalizacji miejskich, jako wspólna inwestycja czterech dużych banków i stanowił najnowocześniejszy hotel w Azji lat 30. XX wieku. Nazwę zaczerpnięto od przebiegającej obok ówczesnej Park Road (obecnie Yellow River Road). Początkowo przed hotelem funkcjonował tor wyścigowy. 
Obiekt został zaprojektowany przez słowackiego architekta węgierskiego pochodzenia Ladislava Hudca (projekt z 1931), a zbudowany przez Taoyuji Construction Company. W czasach swojej największej świetności hotel był miejscem spotkań i pobytów znanych osób, m.in.: Song Qingling, czy Zhang Xueliang. W 1949 roku Chen Yi spotkał się tu z wyższymi urzędnikami Armii Ludowo-Wyzwoleńczej. W 1959 Guo Moruo napisał o obiekcie dwa wiersze, siedząc na jego dachu.

## Architektura
Obiekt ma 83,8 metra wysokości, 22 kondygnacje naziemne i dwie podziemne. Pierwsze trzy piętra wykończone są polerowanym czarnym granitem sprowadzonym z prowincji Shantung. Górne kondygnacje wyłożone są ciemnobrązową cegłą oraz ceramicznymi płytkami licowymi. Wygląd zewnętrzny uległ w toku eksploatacji dwóm zasadniczym zmianom: dodano markizę oraz osobne wejście do banku. Większość wnętrz została celowo przekształcona przez chiński rząd w latach 50. XX wieku, w ramach walki z burżuazyjną stylistyką. Budynek został odnowiony w latach 80. XX wieku, z częściowym przywróceniem oryginalnego stylu. W 1997 amerykański projektant, George Grigorian przebudował niektóre wnętrza w stylu art deco, a Christopher Choa odrestaurował lobby w tej samej stylistyce w 2001.

## Galeria

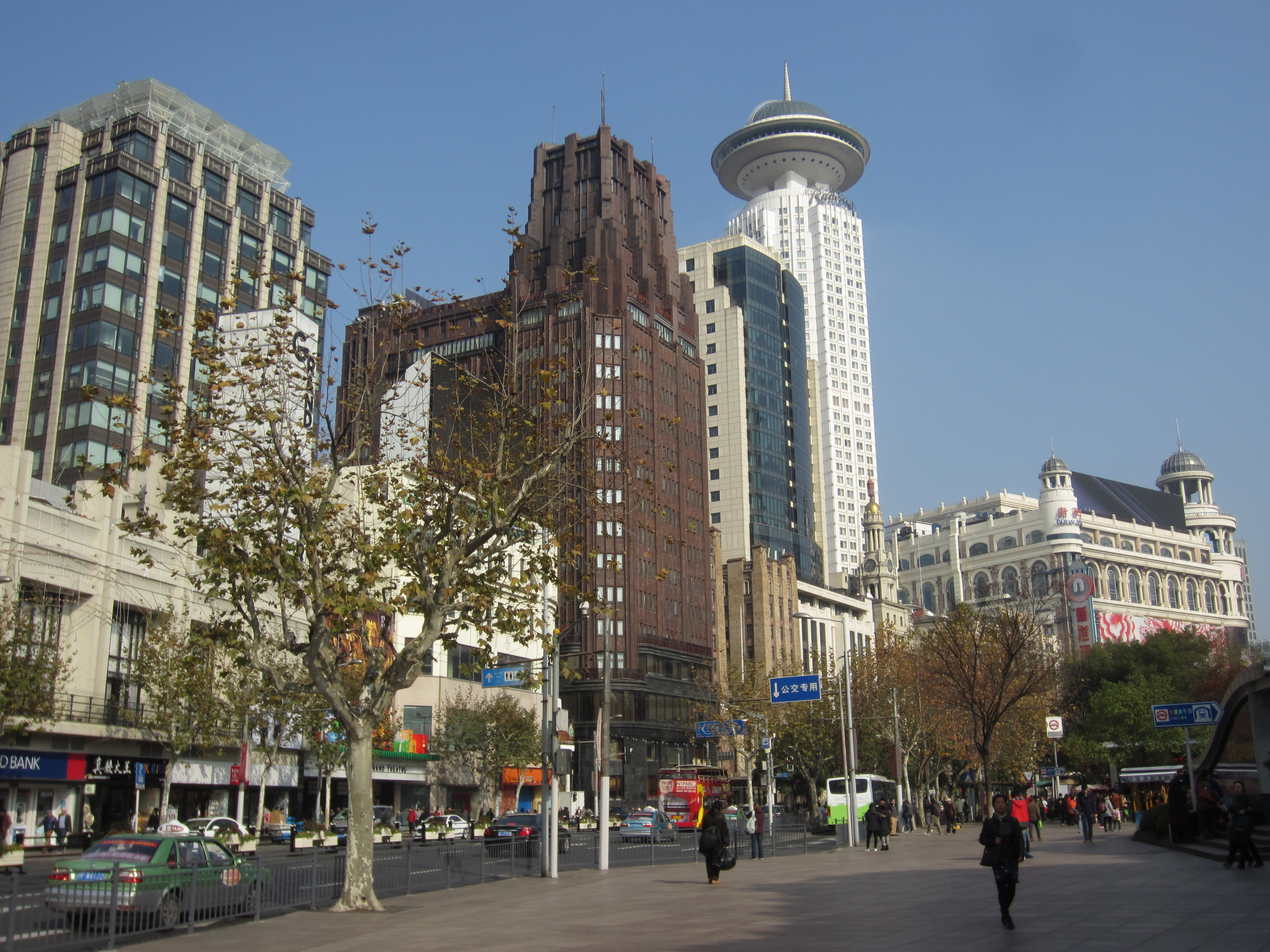
Kontekst urbanistyczny (2015)
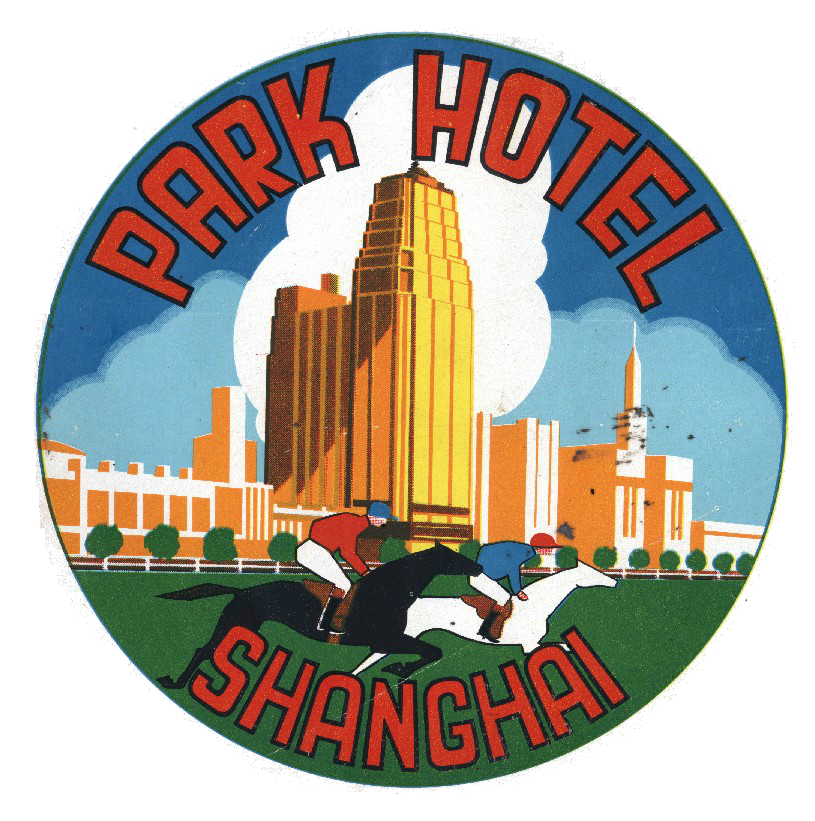
Plakietka z lat 30. XX w.
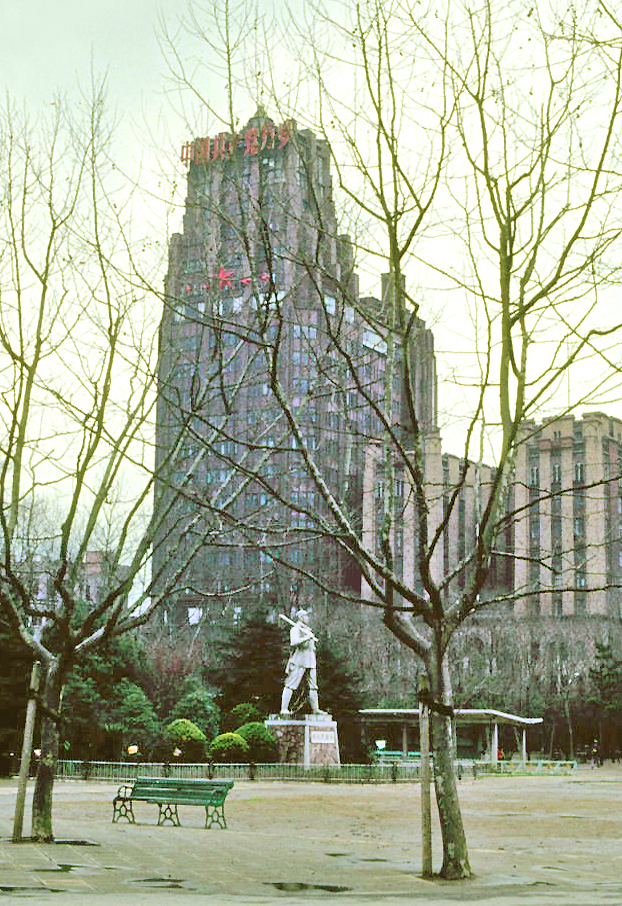
Widok z 1978
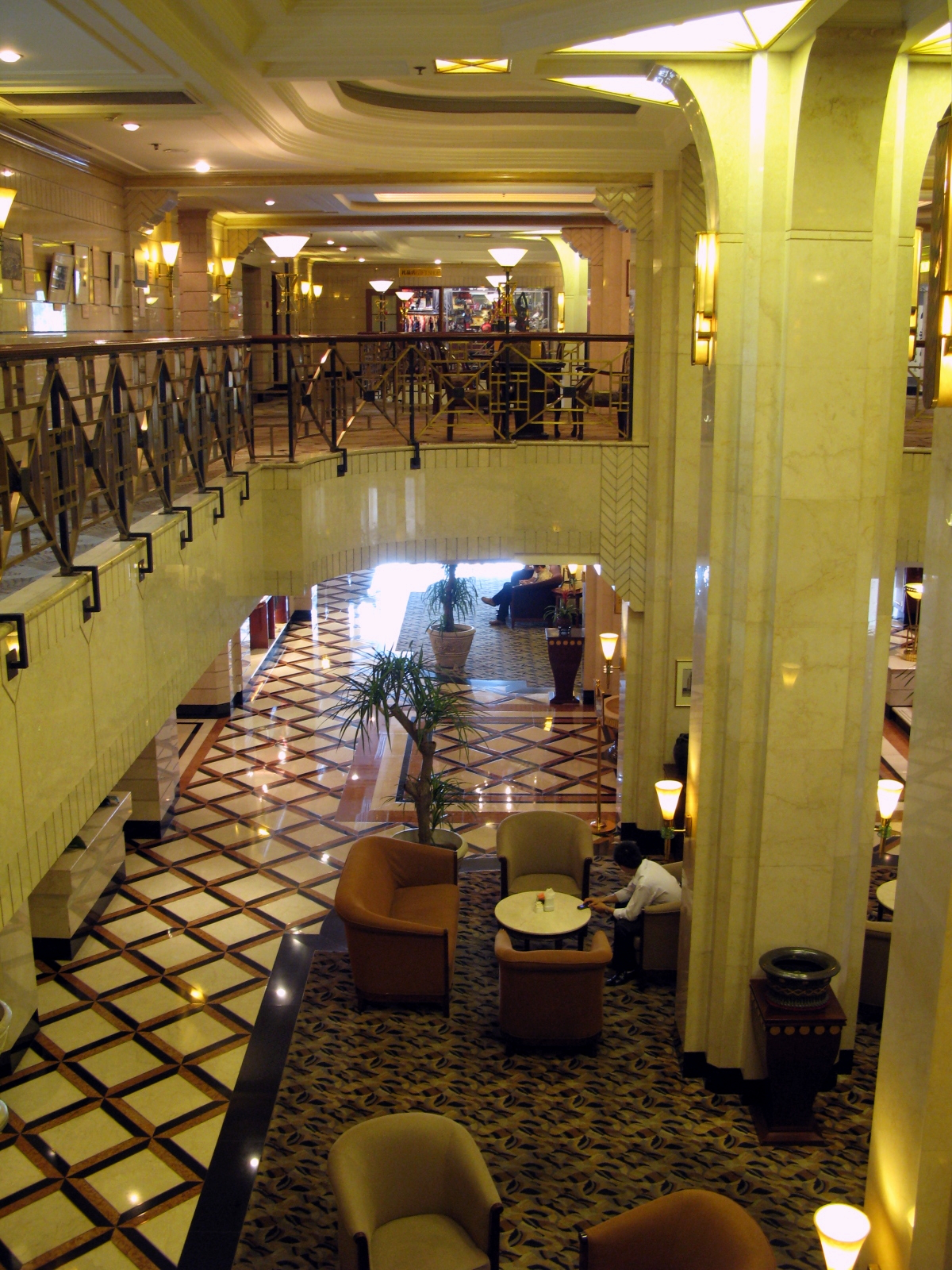
Fragment wnętrz